# Haplostylus brisbanensis
Haplostylus brisbanensis är en kräftdjursart som först beskrevs av Mihai Bacescu och Udrescu 1982.  Haplostylus brisbanensis ingår i släktet Haplostylus och familjen Mysidae. Inga underarter finns listade i Catalogue of Life.